# 砂時計

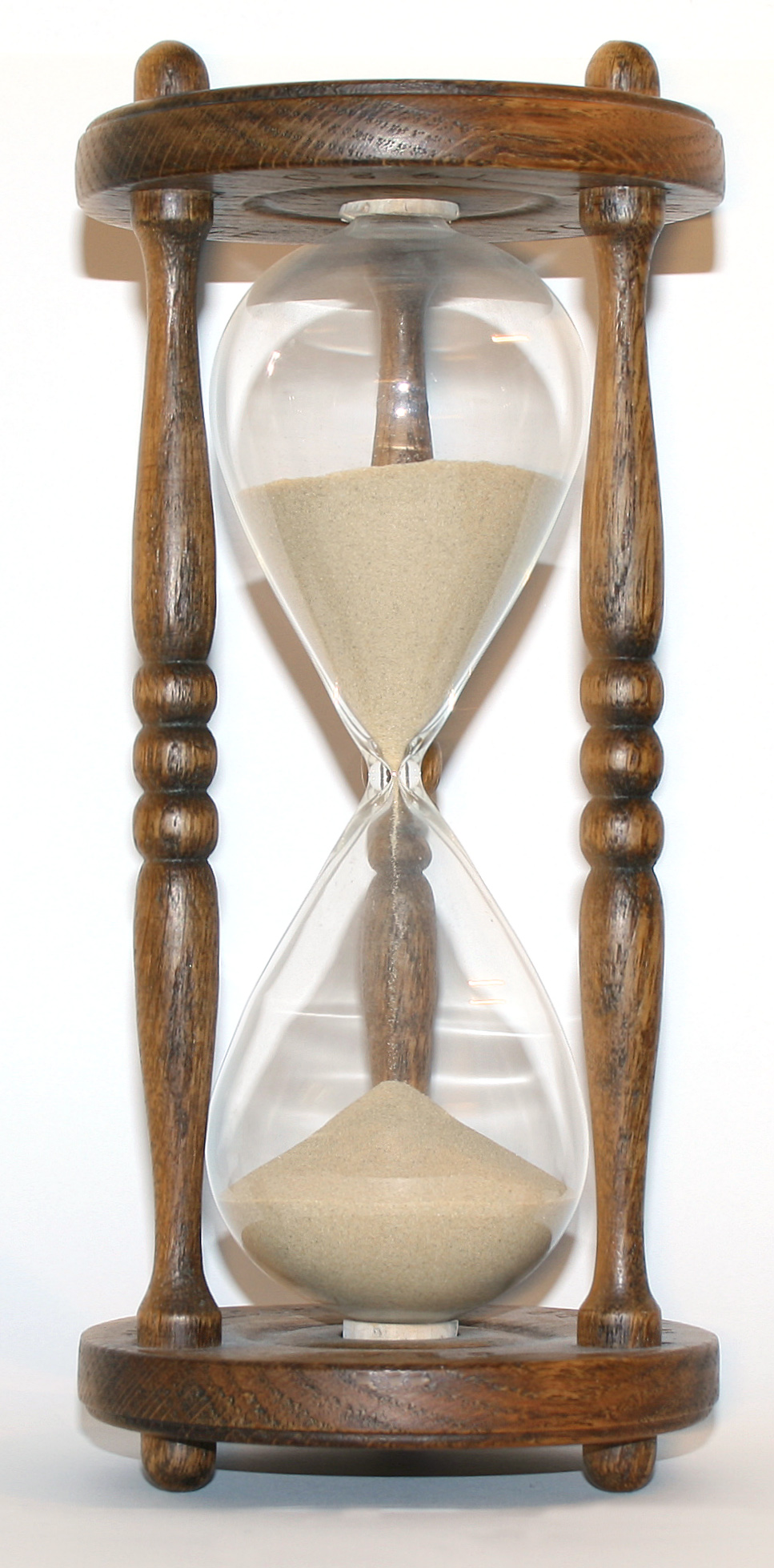
砂時計

砂時計（すなどけい、英: hourglass あるいはsandglass、sand timer、sand clockなど）は、中央のくびれた容器の中に微細な砂を入れ、上側から下側への砂の移動によって経過時間を計る器具。
透明な中空の管に入れた砂の落下量で経過時間を計る器具。時刻は計れず、測定開始から一定の時間を計測するタイマーとしてのみ機能する。
砂の粒の大きさがそろっていて、表面が滑らかで、湿り気の少ないことが必要である。

## 歴史
起源は古代エジプト、古代ギリシャ、ローマとも中国ともいわれているが定かではない。11世紀頃には、航海用の時計として使われていたようだがこれも確固たる証拠はない。14世紀になって描かれた絵によってようやく確認できる。中国語では「沙漏」、「沙鐘」と表記される。
航海での具体例としては地球一周をしたマゼランが、18個の砂時計を船に積みナビゲーションに使用したとの記録がある。時刻の補正は、正午に太陽が天頂にくることを利用した。この他、戦闘時の時間計測や船の速力測定の用途にも用いられた。

その後、機械式の時計が発明されたことで、砂時計が実用目的で使われることは少なくなった。

## 機構

### 本体
砂時計の本体部分は、ガラス等の透明な材料で作られた、両端が閉じ、中央がくびれた管でできており、その中には本体の容積の半量以下の砂が封入されている。
本体部分は、ガラスの成形上の理由から丸底のものが多く、保持するための外枠がついている場合が多い。くびれはオリフィス又はその形状の相似から、「蜂の腰」とも言われる。

### 砂
砂は粉粒体であるため、砂の量とくびれの傾斜や細さ、そして砂の質で時間が決まり、通常個々の砂時計で固定である。一般に「砂」と呼ばれるが、自然砂以外の粉粒体も広く用いられる。「砂」として用いられるものに、以下のものがある。
- 珪砂 - 自然砂の主成分であり、ガラスの原料としても用いられる。
- 砂鉄 - 普通の砂よりも粒子が整っているため、砂時計に適している。
- シリカゲルを細かくした人工砂 - これは丸いので、スムーズに流れ落ちる。
- ジルコンサンド - オーストラリア等で産出する落ちが良い砂。

他に、ガラスビーズなども使うことがある。貝殻や大理石を粉砕したものも使われた。

## 使用法と仕組み
砂時計の天地を逆にすると、砂は少量ずつくびれを通過して管の下部へと落下していく。砂時計の反転から砂の落下終了までの時間は、それぞれの砂時計で決まっているので、すべての砂が落下したのを視認することにより、その時間の経過を知ることができる。計測後には、また上下を反転させれば、再度計測が可能である。

## 用途
時計が普及した現代では、砂時計は短時間のタイマーとして用いられる。精度はそれほど高くないため、正確な時間の計測には向かない。
具体的には、調理時間、学習時間、ゲームの制限時間、体温計の計測時間、サウナ風呂の入浴時間、浣腸液注入後の時間等、数秒の誤差が結果に影響を及ぼさない用途の時間を計るために使用される。

## 象徴

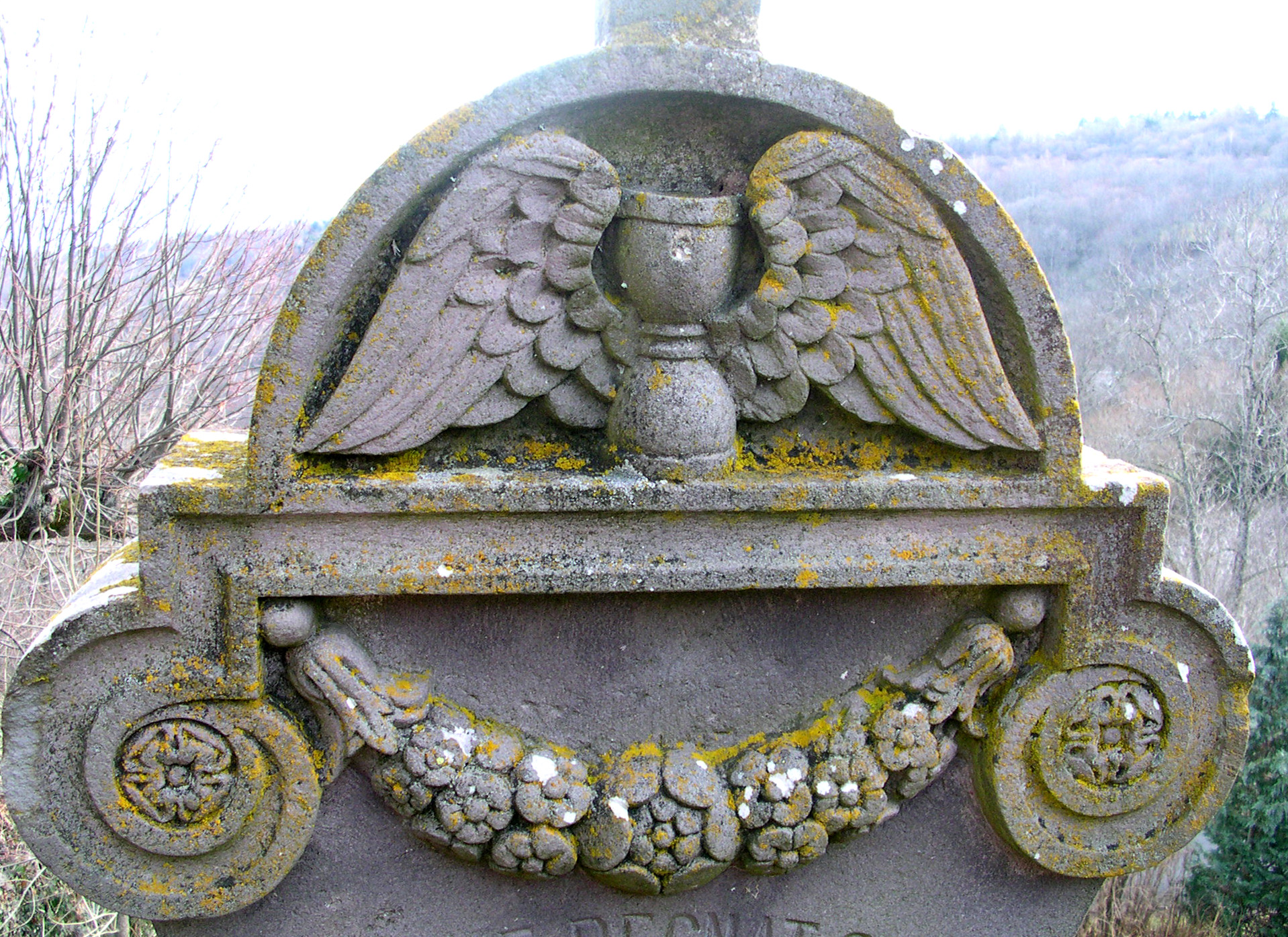
羽根の生えた砂時計が刻まれた墓石（フランス・ピュイ＝ド＝ドーム県）

コンピュータの処理で待ち時間が生じたときの、画面上の目印（アイコン）として砂時計の絵が使われることがある。また、ロンジンの「翼の砂時計」のようにブランドロゴに採用している企業もある。
以上のように時間という概念のシンボルとして扱われることが多い。
ヨーロッパにおいては死の伝統的シンボルであり、命の刻限が次第に減っていくことへの暗示とされている。
羽根の生えた砂時計が墓石の図柄として用いられることがある。
また、中世においては、砂時計は海賊旗のデザインとしても用いられた。
オリオン座の形は砂時計に例えられる。
その形状から統計分析などでは二極に分化して両端が膨れた状態が砂時計に例えられることがある（「消費者の砂時計理論」など）。
パズルとして「3分計れる砂時計と5分を計れる砂時計で7分を測るにはどうしたらよいか」などの砂時計を用いた問題が、ひとつのパターンといえるほどによく出題される。

## オイル時計

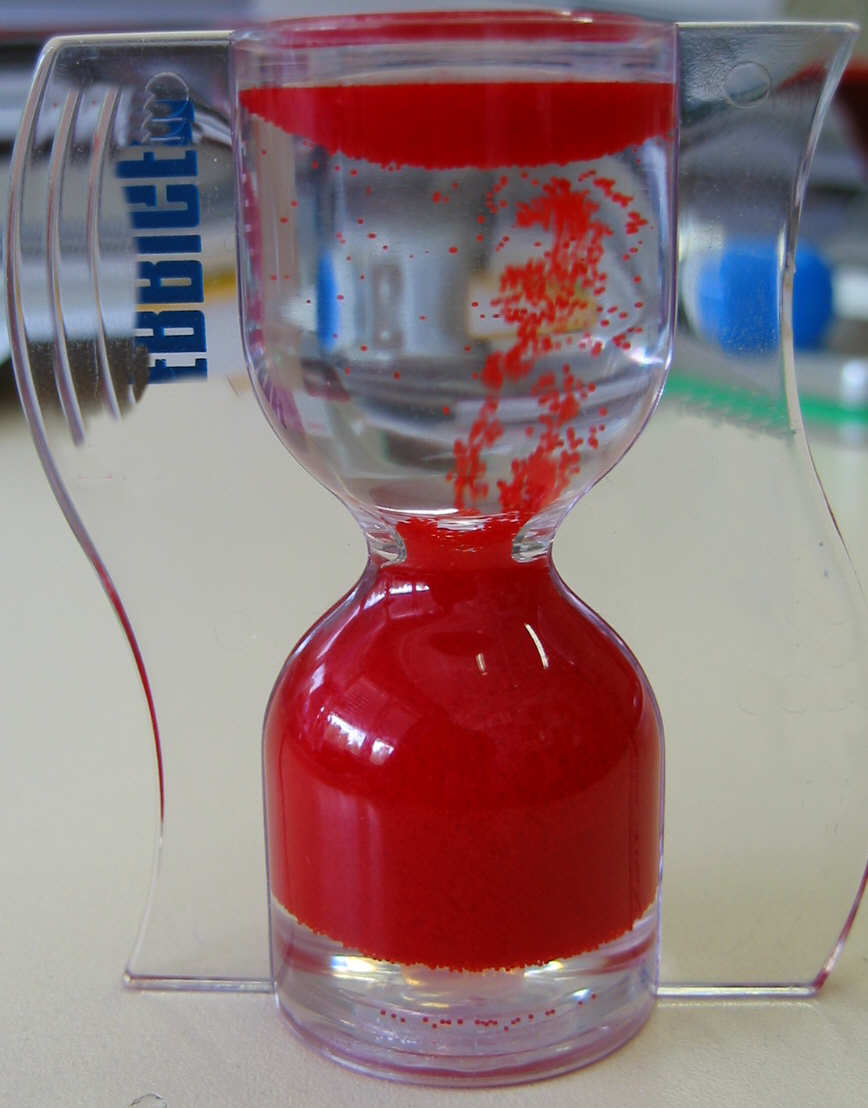
「砂」が上るように見える「砂時計」

砂時計とよく似た機構を持つものに、オイル時計がある。水と油のように、比重が異なり、混じり合うことのない2種類の液体を封入した時計で、2つ開いた穴のうち、一方の穴から比重の大きい水を下部に滴下させ、もう一方の穴から比重の軽いオイルが上部に逃げるようになっている。水とオイルは区別が付くように着色される。
さらに、この変形例として、比重の大きい液体と、比重の小さい粒体を用いて、「砂」が上っていくように見える砂時計もある。

## 著名な砂時計
- 島根県大田市の仁摩サンドミュージアムには、世界最大で一年を計れる砂時計「砂暦」がある。

## 関連文献
- 砂時計の七不思議―粉粒体の動力学（田口善弘 中公新書 1995年 ISBN 4121012682） 第12回（1996年度）講談社出版文化賞・科学出版賞受賞